# Michael (Killer Mike)
Michael è il sesto album in studio del rapper statunitense Killer Mike, pubblicato il 16 giugno 2023.
L'album è stato premiato come miglior album rap ai Grammy Awards 2024.

## Descrizione
L'album vede la collaborazione di diversi artisti, tra cui CeeLo Green, Young Thug, 6lack, André 3000, Future, 2 Chainz, El-P e Ty Dolla Sign.

## Tracce
1. Down by Law (con Cee Lo Green) – 3:31
2. Shed Tears (con Mozzy) – 4:49
3. Run (feat. Young Thug) – 4:45
4. Nrich (feat. 6lack e Eryn Allen Kane) – 4:40
5. Talk'n That Shit – 2:54
6. Slummer (con Jagged Edge) – 4:35
7. Scientists & Engineers (con André 3000 feat. Future e Eryn Allen Kane) – 4:13
8. Two Days (con Ty Dolla Sign) – 4:40
9. Spaceship Views (con Curren$y, 2 Chainz e Kaash Paige) – 3:12
10. Exit 9 (con Blxst) – 2:42
11. Something for Junkies (con Fabo) – 4:38
12. Motherless (con Eryn Allen Kane) – 3:53
13. Don't Let the Devil (con El-P feat. Thankugoodsir) – 2:45
14. High & Holy (con Ty Dolla Sign) – 4:53

## Classifiche
| Classifiche (2023) | Posizione massima |
| ------------------ | ----------------- |
| Stati Uniti        | 58                |